# Coevorden
Coevorden − miasto w Holandii, w prowincji Drenthe. W 2007 liczyło 36 043 mieszkańców.